# Спасо-Преображенский собор (Арзамас)
Спасо-Преображенский собор — православный храм в городе Арзамасе Нижегородской области, древнейшая каменная постройка города. Относится к Нижегородской епархии Русской православной церкви.

## Краткая историческая справка
Кирпичный монастырский собор, заложенный в 1638 игуменом Ионой и оконченный в начале 1640-х годов игуменом Корнилием. Характерная для нижегородского зодчества середины XVII в. постройка — четырёхстолпный пятикупольный трехапсидный храм с крупными закомарами. Несколько перестроен в 3-й четверти XVIII в. игуменом Иоасафом — пробиты новые окна, сооружена трапезная, в которой устроены приделы Успения Богородицы и Марии Магдалины, в 1786 г. вновь освящён. Закрыт в 1924 г., занят складом, с 1928 г. — архивом.
В настоящее время передан Спасо-Преображенскому монастырю, восстанавливается.